# Drängsmarks vatten- och ångsåg

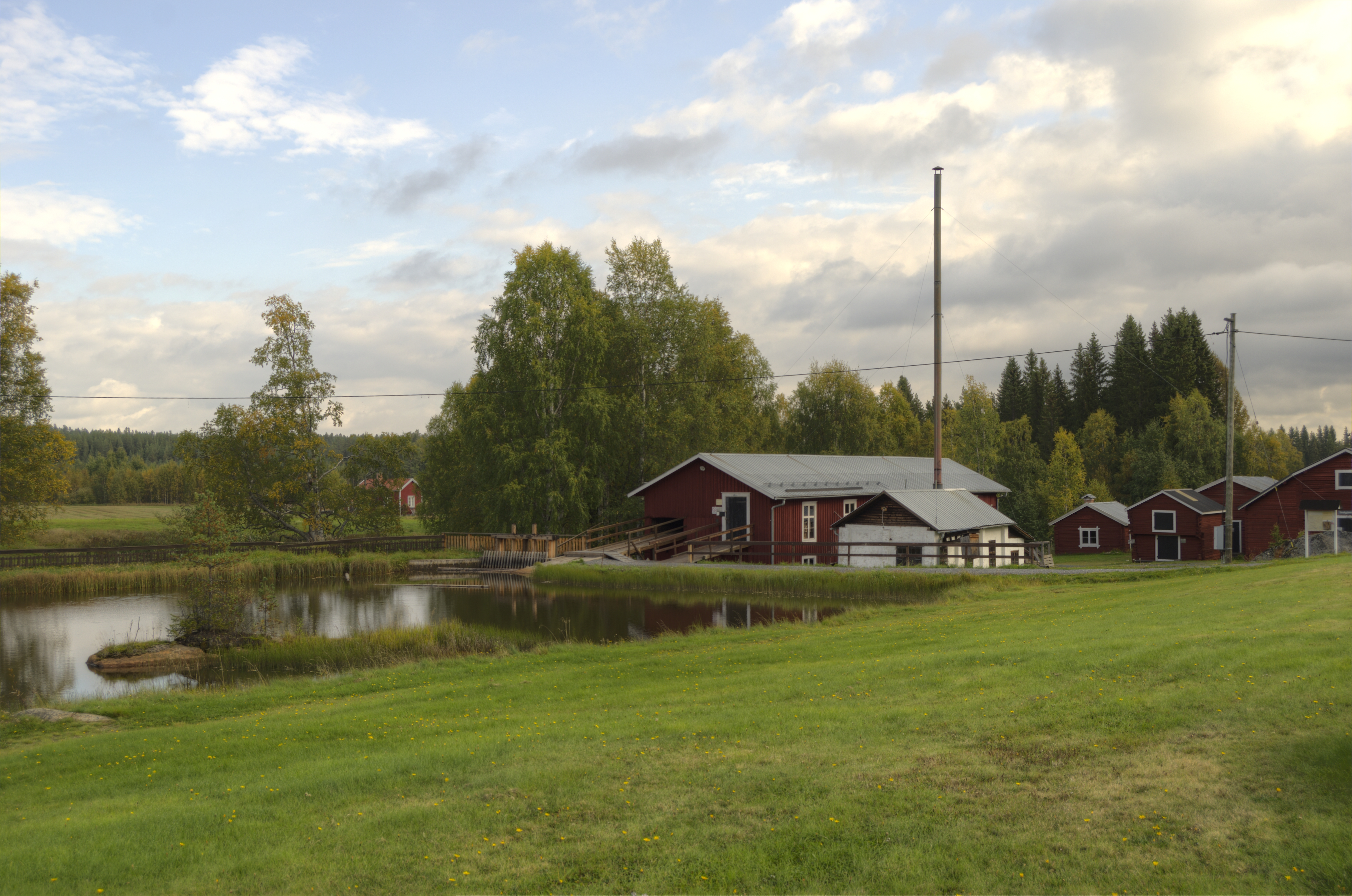
Drängsmarks vatten- och ångsåg.

Drängsmarks vatten- och ångsåg är en välbevarad sågverksmiljö vid Kvarnbäcken i Norra Drängsmark, Skellefteå kommun. Det är idag Nordens, och möjligen Europas, enda fungerande vatten- och ångsåg. Här finns ett såghus från 1895, och ett maskinhus från 1924 avsett för en ångmaskin. Den tekniska utrustningen är bevarad och här finns även ett kantverk, en slipsten och en hyvel.
Vattenkraften i Kvarnbäcken har allt sedan 1700-talet använts av byborna i Drängsmark. År 1784 anlades en grovbladig såg en bit uppströms nuvarande sågplats. Den användes fram till 1830-talet när den ersattes av en ny sågbyggnad vid det nuvarande läget vid Kvarnforsen. Namnet Kvarnforsen kommer från de kvarnar som fanns på platsen långt före sågen. Under 1840-talet ersattes den grovbladiga sågen med en finbladig. 1895 uppfördes en helt ny såg på samma plats, där det gamla vattenhjulet ersattes av en modernare turbin. Sågen drevs då med vatten som leddes från dammen via en tub in till turbinen i såghuset. Verksamheten bytte då namn från "Drängsmarks husbehovssåg" till "Qvarnfors Sågverk". 1924 såg man ett ökat behov av sågning året om, vilket ledde till att en ångmaskin installerades. Med remdrift överfördes kraften från ångmaskinen till sågen inne i såghuset.
Till sågverksmiljön hör idag även två fördämningar med dammar, den ena för huvudfåran och den andra för intaget till tuben.

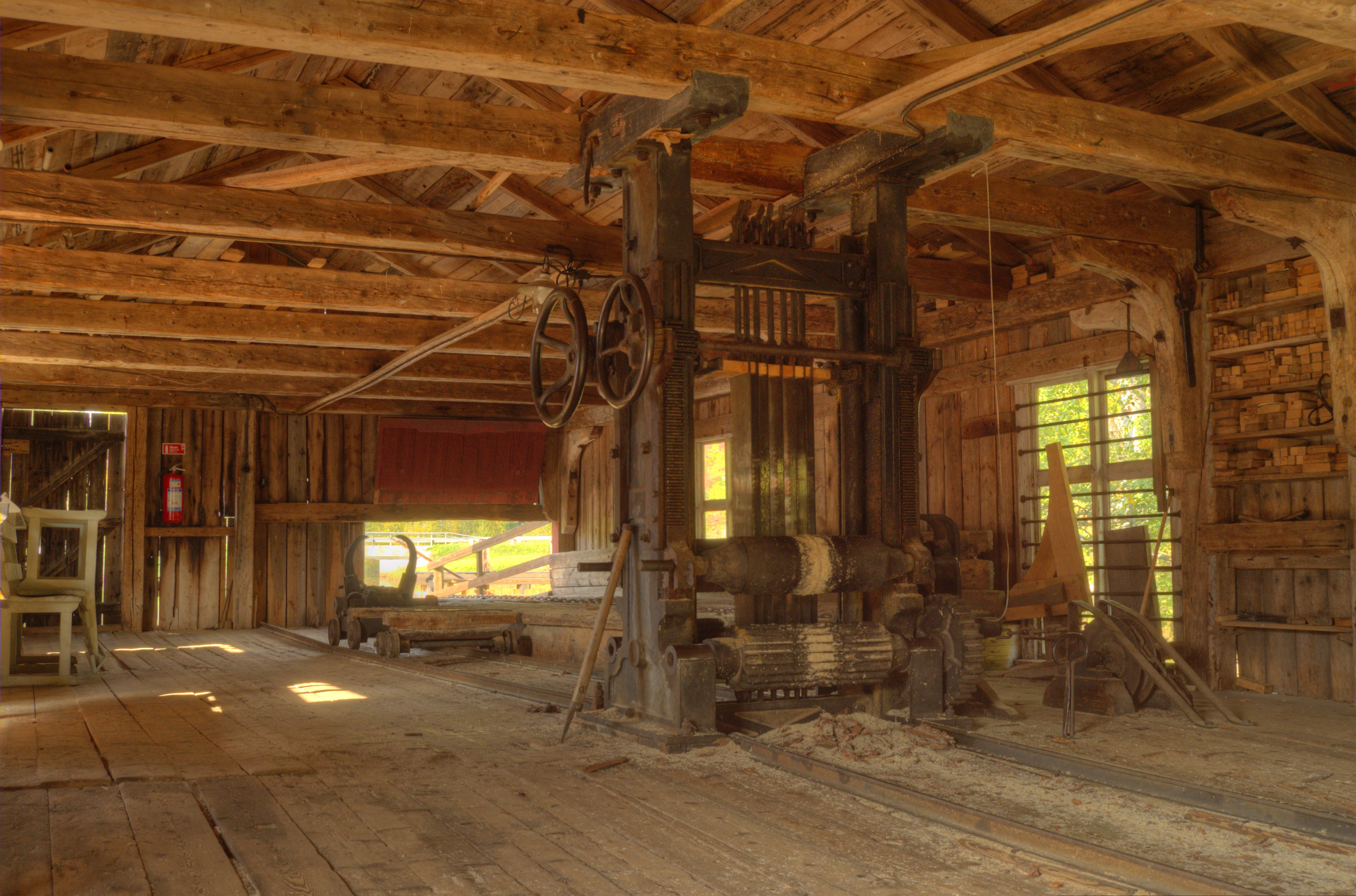
Interiör från sågen.

I maskinhuset vid såghuset står en lokomobil (en flyttbar ångmaskin) från 1924, tillverkad på Munktells mekaniska verkstad i Eskilstuna. Här finns även drivhjul, transmissioner och paternosterverk bevarade. Det sistnämnda förde sågspånen från sågen tillbaka till ångmaskinens ångpanna.  
Sågen användes fram till 1965 då verksamheten avstannade helt. Sedan 1970-talet har miljön restaurerats och visats av Drängsmarks byamän. Anläggningen blev förklarat som byggnadsminne 1985 och miljön blev uppmärksammad som årets industriminne 2007.
Vid Kvarnbäcken och sågen har det samlats en mängd andra byggnader som idag bildar ett hembygdsområde, med bland annat hembygdsmuseum, en smedja, salpeterlada, kafé och boulbana. I Kvarnbäcken har det idag planterats in fisk, för så kallat put and take-fiske.